# Seznam československých a českých vyslanců a velvyslanců ve Švédsku
Seznam československých a českých vyslanců a velvyslanců ve Švédsku. Za jménem je uvedena třída diplomatického zastoupení a datum předání pověřovacích listin (u Chargé d'affaires datum převzetí úřadu).

## Českoslovenští vyslanci
- Vladimír Radimský, vyslanec, 20.11.1920
- Robert Flieder, vyslanec, 2.3.1927
- Vladimír Hurban, vyslanec, 20.9.1930
- Vladimír Kučera, vyslanec, 22.3.1937
- Eduard Táborský, vyslanec, 19.10.1945
- Zdeněk Helfert, Chargé d'affaires ad interim, 30.7.1948
- Franz Carl Weiskopf, vyslanec, 3.6.1949
- Gustav Solar, Chargé d'affaires ad interim, 30.10.1949
- František Vítků, Chargé d'affaires ad interim, 12.11.1950
- Otto Klička, vyslanec, 25.2.1952
- Jaroslav Vlček, vyslanec, 25.9.1954
- Jaroslav Havelka, vyslanec, 18.9.1958

## Českoslovenští velvyslanci
- Jaroslav Havelka, velvyslanec, 3.12.1959
- Alexej Voltr, velvyslanec, 10.9.1962
- Viktor Pavlenda, velvyslanec, 13.4.1970
- Pavel Džunda, velvyslanec, 10.2.1972
- Eduard Bílek, velvyslanec, 7.12.1976
- Roman Nárožný, velvyslanec, 27.2.1979
- Bohumil Vachata, velvyslanec, 20.1.1983
- Josef Krůžela, velvyslanec, 29.8.1985

## Velvyslanci České republiky
- Václav Frýbert, velvyslanec, 22. 11. 1990
- Petr Kolář, velvyslanec, 5. 9. 1996
- Tomáš Husák, velvyslanec, 24. 9. 1998
- Marie Chatardová, velvyslankyně, 12. 9. 2002
- Jan Kára, velvyslanec, 28. 11. 2007
- Jana Hynková, velvyslankyně, 2011
- Jiří Šitler, velvyslanec,	5. 2. 2016
- Martin Bašta, CDA a.i., 12. 8. 2020
- Anita Grmelová, velvyslankyně, červen 2021